# Fritt fall
För andra betydelser, se Fritt fall (olika betydelser).

Vertikal position y som funktion av tid. Den röda tangenten visar fallhastigheten efter 2 sekunder för g = 10 m/s².

Ett föremål sägs befinna sig i fritt fall om det endast påverkas av gravitationskrafter.

## Fritt fall i mekanik
Vanligtvis menar man med fritt fall att föremålet endast påverkas av jordens gravitationskraft, när det är i närheten av jordens yta. Ett föremål i fritt fall ovan jordytan accelereras med en acceleration nedåt a = -g, där g är tyngdaccelerationen på ungefär 9,81 m/s² Alla föremål som faller fritt på samma ställe faller enligt ekvivalensprincipen med samma acceleration.
Om kroppen som faller har initialhastighet 0, ökar farten nedåt varje sekund med 9,81 m/s (ca 35 km/timme): v = -gt. Sträckan ökar kvadratiskt med tiden, enligt s = -½ gt2. Hastigheten ökar med roten ur fallsträckan v = √(2gs).
Om ett föremål släpps tillräckligt högt upp kommer det dock normalt inte att falla fritt, eftersom också andra krafter, såsom luftmotståndet, påverkar föremålet. Den uppkomna accelerationen blir då något lägre. Luftmotståndet ökar normalt med kvadraten på fallhastigheten, vilket gör att fallande föremål som påverkas av luftmotstånd till slut uppnår en maxhastighet, den så kallade gränshastigheten. För en fallande människa har personens orientering stor betydelse och gör att gränshastigheten kan bli mellan cirka 150 och 300 km/h.

## Fritt fall i vardagligt tal
I icke-vetenskapliga sammanhang, till exempel fallskärmshoppning, syftar begreppet "fritt fall" på fall utan fallskärm eller annan bromsande anordning, även om luftmotståndet är märkbart.
Begreppet förekommer också i ekonomijournalistik för att beskriva stora och plötsliga kursfall.